# The Blob
The Blob (titulada La masa devoradora  en España y La mancha voraz en  México, Argentina y Venezuela) es una película independiente estadounidense de los géneros de terror y ciencia ficción del año 1958 que presenta un gigantesco alien similar a una ameba que aterroriza las comunidades rurales de Downingtown y Phoenixville, Pensilvania. Antes de ser la estrella de esta película, que se hizo famosa en los autocinemas, Steve McQueen se hizo famoso con la serie de TV Wanted: Dead or Alive. Hoy, este film es uno de los filmes referentes de sci-fi/terror de los años 50 estadounidenses.
Esta película es el debut de Steve McQueen, y también está interpretada por Aneta Corsaut. El tema de este film se llama "Beware of the Blob" (¡Cuidado con la Mancha!), grabado por el grupo The Five Blobs, escrito y pre-estelarizado por Burt Bacharach y Mack David y distribuido a escala nacional en Estados Unidos. La cinematografía estuvo a cargo de Thomas E. Spalding.

## Sinopsis
La Masa es una criatura amorfa del espacio exterior que aterriza en una comunidad rural estadounidense dentro de un meteorito. Dos adolescentes, Steve Andrews y Jane Martin, conduciendo un coche buscan el lugar donde cayó. Mientras, un campesino había oído el choque del meteorito cerca de su casa. Sale para ver y encuentra el meteorito, al que empuja con un palo. La roca se abre dejando ver una pequeña masa de material viscoso dentro. Esta "masa", que es en realidad una criatura viviente, se aferra a la mano del viejo. Este sale corriendo hasta la carretera, donde casi es atropellado por Steve. 
Los jóvenes lo llevan hasta la consulta del doctor y regresan al lugar de los hechos para ver si encuentran a alguien que les pueda ayudar, después de un encuentro con los amigos de Steve y la policía. Allí encuentran al perro del anciano. Mientras tanto, la criatura absorbe al viejo por completo y luego a la enfermera y al mismo doctor. Los jóvenes llegan justo para ver cómo la Masa consume al médico. Los chicos llaman a la policía, pero éstos no encuentran rastros del doctor ni de la criatura, y, sin creer la historia de Steve, mandan a los jóvenes a sus casas.
Steve y Jane se escapan inadvertidamente y buscan a los amigos de Steve que están en el cine viendo una película de terror y empiezan a advertir a la gente del monstruo. Mientras, la Masa ya devoró a un mecánico. Steve y Jane llegan a la tienda del señor Andrews y descubren que la Masa mató al vendedor. Cuando ésta los ataca, se esconden en el frigorífico del local y, por alguna razón, el ente no entra allí y se va. Cuando salen de la tienda se encuentran con los demás chicos y logran hacer sonar las alarmas de incendio y ataque aéreo. 
Entretanto, la Masa entra al Colonial Theatre, devora al proyector y ataca al público. La gente escapa del cine y, junto a ellos, la ya gigantesca Masa. Ésta persigue a Steve, Jane y su hermanito menor hasta el restaurante local. Allí, junto al dueño, se esconden en el sótano y quedan atrapados en él. 
Para entonces todos en el pueblo se han vuelto conscientes del peligro, y tratan de matar a la criatura tirándole un cable de alto voltaje eléctrico. No funciona y crean en vez de eso un incendio en el restaurante. Cuando intentan apagar ese incendio con extintores, Steve se da cuenta de que la Masa no resiste el frío, lo que le obligó a no entrar en el frigorífico anteriormente. Informan de esto al oficial de policía y este ordena al pueblo tomar todos los extintores y rociar CO2 sobre la criatura. El pueblo lo hace y finalmente terminan por congelarla dejándola inofensiva.
La película termina con el envío de la Masa al Ártico encerrada en una caja por parte del gobierno, que ha sido informado sobre lo ocurrido y que es consciente de que solo allí estará congelada para siempre (el título "Fin" se transforma en un signo de interrogación, sugiriendo una secuela).

## Reparto
- Steve McQueen como Steve Andrews.
- Aneta Corsaut como Jane Martin.
- Earl Rowe como el teniente Dave.
- Olin Howland como el anciano.
- Elbert Smith como Henry Matin.
- Hugh Graham como el señor Andrews.
- John Benson como el sargento Jim Bert
- Lee Payton como Kate

## Producción
The Blob fue dirigida por Irvin Yeaworth, quien dirigió más de 400 películas con propósitos motivacionales, educacionales y religiosos. Yeaworth nunca estuvo particularmente orgulloso de este film.
Fue filmada en Valley Forge, Pennsylvania. Las escenas primarias de la película se filmaron en Valley Forge Studios y las escenas principales se rodaron en Chester Springs, Downingtown, Phoenixville y Royersford. Incluyendo la base del restaurante local llamado Chief's. (El lugar es aparentemente Downington, Pensilvania y es identificado por uno de los policías como "Downington HQ" a "East Cornwall HQ" por la radio durante un partido de ajedrez). Esta película fue filmada en color y pantalla ancha.
Steve McQueen recibió solo $3,000 por esta película. Rechazó una oferta por una tarifa inicial más pequeña a cambio de una participación del 10% de las ganancias, pensando que la película nunca ganaría dinero, necesitaba su tarifa de firma inmediatamente para pagar la comida y el alquiler. Sin embargo, la película terminó siendo un éxito, recaudando $4 millones en taquilla.

## Legado

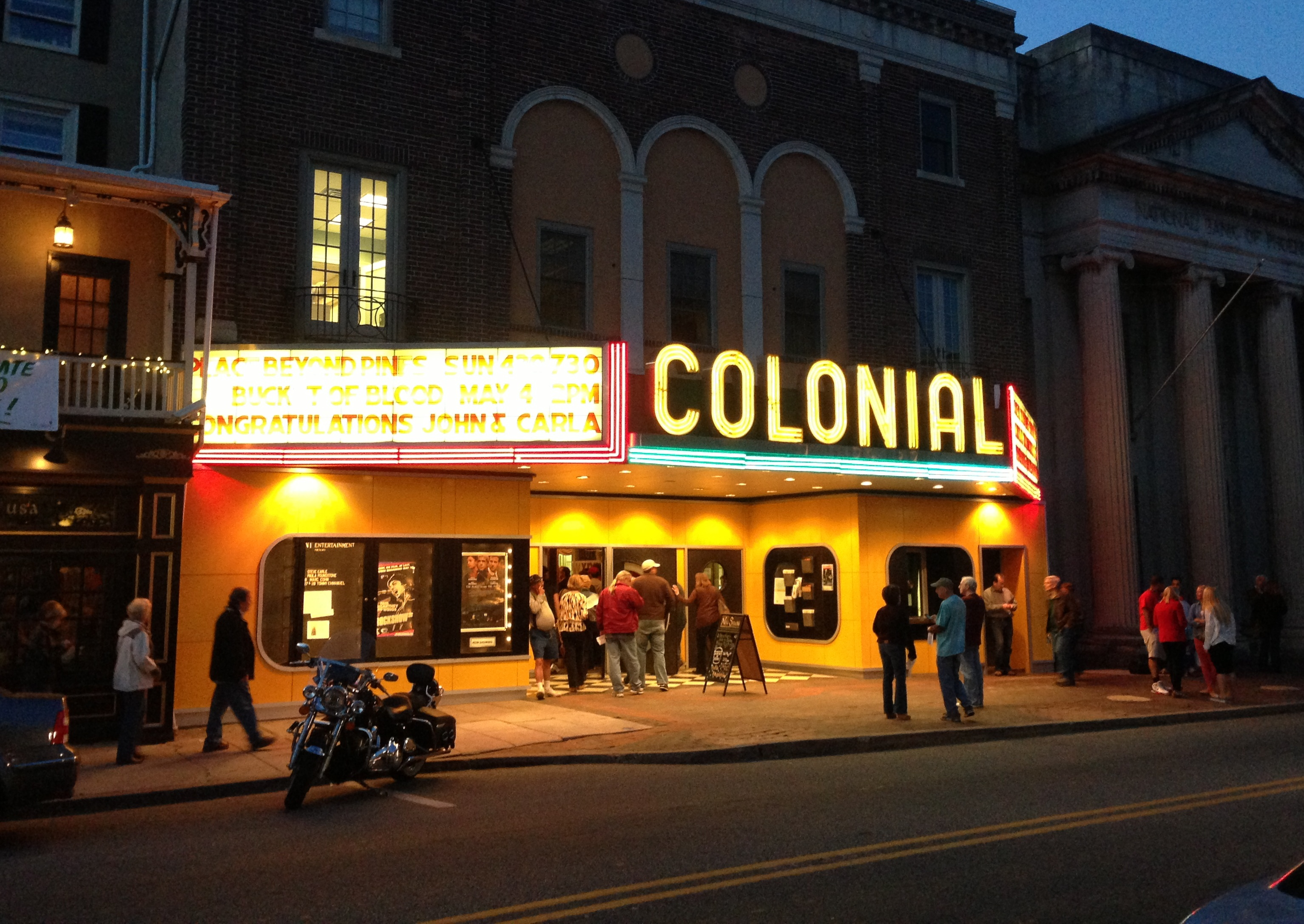
El Colonial Theatre, Phoenixville, PA. en 2013.

- Una secuela cómica fue hecha en 1972, titulada Beware! The Blob, dirigida por Larry Hagman.

- Escenas del tráiler de The Blob aparecen en el musical Grease de 1978.

- En 1988, una nueva versión fue hecha bajo el mismo título, The Blob (La mancha voraz en México y Perú y El terror no tiene forma en España), en la cual la masa es un proyecto secreto del gobierno que sale mal.

- En las historias de Escalofríos de R. L. Stine hay un obvio homenaje a la película, llamado The Blob that ate everyone (La Masa que se los comió a todos).

- En "Treehouse of Horror XVII", un episodio de Los Simpson, hay una parodia de The Blob, en la cual Homer Simpson se convierte en una masa gigantesca que consume todo.

- En un especial de La Casa del Terror de los Simpons Comics hubo un episodio llamado Blob Patiño. En el cual Bob Patiño está enfermo en prisión y va a la enfermería donde el Dr. Nick Riviera le inyecta una sustancia por error, con lo que se convierte en una gran masa devoradora. Al igual que en la película, "Blob" es susceptible al frío pero en este caso usan los "fresisuis".

- En el año 2000, el pueblo de Phoenixville —uno de los lugares de la película— festejó una fiesta anual llamada "Blobfest". Una de las actividades es correr asustado del Colonial Theater, recientemente restaurado, emulando una de las escenas principales del filme.[4][5]

- En 2009, la película de DreamWorks Monstruos vs Aliens incluyó un personaje llamado Bob, que era un claro homenaje a la película.

- En agosto de 2009, se anunció que Rob Zombie dirigiría, produciría y escribiría un segundo remake,[6][7] pero luego dejó de trabajar en este proyecto. En enero de 2015, Zombie fue remplazado por Simon West como director de la película.[8] Se anunció que la película sería producida por Richard Saperstein y Brian Witten,[8] junto con el productor de la original, Jack H. Harris, como productor ejecutivo.[9]